# ムコ殿
『ムコ殿』（ムコどの）は、2001年4月12日から6月28日までフジテレビ系「木曜劇場」枠で放送されたテレビドラマ。ストーリーや設定を一新した『ムコ殿2003』が、2003年4月17日から6月26日まで同「木曜劇場」枠で放送された。主演は長瀬智也。
プライベートはダサくてバカで熱い心を持つ純粋な男だが、芸能界では甘いルックスでクールなキャラを貫く抱かれたい男No.1のトップスター・桜庭裕一郎が世間には秘密で結婚する。しかし、それは婿養子としてのものだった。大勢の個性豊かな家族と同居しながら、家族に起こる問題に関わっていく姿を、裕一郎の芸能活動を絡めて描くホームドラマである。

## ムコ殿
2001年4月12日から6月28日まで毎週木曜日22:00 - 22:54に、フジテレビ系「木曜劇場」枠で放送された。全12話。

### キャスト（2001年版）

#### 新井家
桜庭 裕一郎（さくらば ゆういちろう）〈23〉
演 - 長瀬智也（当時TOKIO）
天涯孤独の抱かれたい男No.1のシンガーソングライター兼俳優。芸能界ではクールなキャラだが、プライベートは人懐っこい純粋な男。さくらと結婚して新井家の婿養子になる。本名は新井（旧姓：桜庭）裕一郎。
新井 さくら（あらい さくら）〈21〉
演 - 竹内結子
新井家の末っ子で四女。家族の食事作りや掃除に洗濯などの家事全般を担当し、一家を切り盛りするしっかり者。幼少時、ある事件がきっかけで腕に火傷を負い、今もその跡が残っている。裕一郎と結婚する。
新井 さつき（あらい さつき）〈29〉
演 - 篠原涼子
新井家の三女。ラジオ局のディレクター。家族に内緒でマンションを購入し、実家から出て自立したいと思っている。まだ結婚する気がなく、自身が婿養子を取りたくないため、裕一郎が新井家の婿養子になることを提案する。鼻っ柱が強い。
新井 あずさ（あらい あずさ）〈33〉
演 - 鈴木杏樹
新井家の次女。努の母。食品会社の研究員。男性アレルギーのシングルマザー。息子の努は人工受精で産んだことにしている。
新井 努（あらい つとむ）〈7〉
演 - 神木隆之介
あずさの息子。小学生。
矢島 柾（やじま まさき）〈35〉
演 - 野村宏伸
本名は新井柾。真澄に勘当された新井家の長男。かえでの弟で、あずさ・さつき・さくらの兄。裕一郎のスキャンダル写真を狙っているカメラマン。
新井 真澄（あらい ますみ）〈64〉
演 - 宇津井健
新井家の家長。かえで・柾・あずさ・さつき・さくらの父。亮と努の祖父。元中学校の校長で、現在は自宅で書道教室を営む。厳格だが家族を愛する良き父。

#### 武山家
武山 かえで（たけやま かえで）〈40〉
演 - 秋吉久美子
新井家の長女。亮の母。旧姓は新井。夫と喧嘩し、息子の亮を連れて実家に出戻り中。昔は元モデルで、結婚後は夫の実家の旅館の女将をしていたが、現在は通販会社の電話オペレーターのパートをやっている。亮を溺愛している。
武山 亮（たけやま りょう）〈17〉
演 - 相葉雅紀（嵐）
かえでの息子。裕一郎を煙たがる今時の高校生。
武山 太一（たけやま たいち）〈42〉
演 - おかやまはじめ
かえでの別居中の夫。亮の父。熱海で旅館を営んでいる。

#### オフィス・ガッツ
小峰 卓郎（こみね たくろう）〈32〉
演 - つんく♂（シャ乱Q）
裕一郎が所属している芸能事務所オフィス・ガッツの社長。義理人情に厚い男。
箱崎 乙彦（はこざき おとひこ）〈39〉
演 - 段田安則
オフィス・ガッツの社員で裕一郎の敏腕マネージャー。世話好き。

#### その他関係者
遠山 千鶴〈25〉
演 - 小雪
亮が通っている高校のクラスの担任教師。
幸子
演 - 末永遥
亮が通っている高校の剣道部の後輩。
遠藤 友明〈35〉
演 - 遠山俊也
さつきが勤めるラジオ局のプロデューサー。
望月 加奈〈22〉
演 - 内藤陽子
さつきが担当するラジオ番組のラジオパーソナリティ。
村瀬
演 - 長谷川初範
ラジオ局のスポンサーでさつきと不倫関係。
千原 剛〈38〉
演 - 遠藤憲一
あずさの同僚の研究員。
隅田 幸作
演 - 谷原章介
あずさの元恋人で努の父親。歯科医。
国枝 まゆみ〈20〉
演 - 矢作美樹
かえでと一緒にバイトをしている通販会社の電話オペレーター。
平本 恵美〈28〉
演 - 宮崎優子
真澄の書道教室の生徒。

### スタッフ（2001年版）
制作
- 脚本：いずみ吉紘
- 演出：木村達昭、西浦正記、久保田哲史
- 音楽：沢田完、bice
- タイトルバック：光野道夫
- スチール：得本公一
- CG：冨士川祐輔、伊藤玉緒
- 広報：谷川有季
- スケジュール：星野和成
- 制作担当：片岡智
- 制作主任：山崎朝之、菅村実雪、西田久美子
- 記録：島田伸子、内田照代、河野恵
- 演出補：浅見真史、葉山浩樹、大畑真治、岡本栄史
- プロデューサー補：村井令子、倉木義典
- プロデュース：栗原美和子
- 制作著作：フジテレビ

技術
- 技術プロデュース：中村彰
- 技術：高津芳英
- 撮影：久坂保、迫信博、川口次男、安藝孝仁、小松忠信、西村敏彦、新浜省吾
- 照明：藤原武夫、たしろよしオ、稲木健、梶山高弘、小林丈晃、小幡和弘
- 音声：伊藤修一、金子徹、山本弘樹、大石忠弘
- 映像：中村宏、作田和矢、安藤直哉
- 録画：今村信男、白鳥好一
- 編集：落合英之
- VTR編集：白水孝幸、中村伸江
- MA：荒川望、入江剛暢
- サウンドデザイン：志田博英
- 音響効果：中村友美、瀬田幸弘
- 技術協力：ビデオスタッフ、ビデオフォーカス

美術
- 美術プロデュース：重松照英、片岡浩美
- デザイン：塩入隆史
- 美術進行：杉山貴直
- 大道具：吉野宏昭、竹田政弘、笈川千広
- 建具：阿久津正己
- 装飾：川合富士雄、大久保善弘、北森和彦、野口慎治郎
- 持道具：阿部駒子
- 衣装：杉山正英、横山貴香
- スタイリスト：鈴木智子、舟木ちづこ
- メイク：佐藤宏恵、柴田広美、梅沢文子
- 視覚効果：江崎公光
- 電飾：井野岡利保
- アクリル装飾：村山敏春
- 生花装飾：石川玲子
- 植木装飾：原利安
- 消え物：五十嵐京子

### 主題歌・劇中歌（2001年版）
- 主題歌：松任谷由実「7 TRUTHS 7 LIES〜ヴァージンロードの彼方で」（東芝EMI）
- 劇中歌：桜庭裕一郎「ひとりぼっちのハブラシ」（ユニバーサルミュージック）

### 放送日程（2001年版）
| 各話                                                       | 放送日        | サブタイトル                   | 演出       | 視聴率 |
| ---------------------------------------------------------- | ------------- | ------------------------------ | ---------- | ------ |
| 第1話                                                      | 2001年4月12日 | 人気スターの極秘結婚           | 木村達昭   | 16.5%  |
| 第2話                                                      | 2001年4月19日 | 涙の結婚式                     | 木村達昭   | 17.5%  |
| 第3話                                                      | 2001年4月26日 | 激白会見!                      | 西浦正記   | 14.5%  |
| 第4話                                                      | 2001年5月03日 | 涙の大逆転                     | 西浦正記   | 13.9%  |
| 第5話                                                      | 2001年5月10日 | 初恋の嵐!                      | 木村達昭   | 13.5%  |
| 第6話                                                      | 2001年5月17日 | 出生の秘密                     | 木村達昭   | 14.6%  |
| 第7話                                                      | 2001年5月24日 | ついに暴露! これが俺の素顔だ!! | 西浦正記   | 13.4%  |
| 第8話                                                      | 2001年5月31日 | 世界一せつない口づけ           | 西浦正記   | 15.6%  |
| 第9話                                                      | 2001年6月07日 | パパラッチ                     | 久保田哲史 | 16.0%  |
| 第10話                                                     | 2001年6月14日 | 逮捕の瞬間                     | 木村達昭   | 15.0%  |
| 第11話                                                     | 2001年6月21日 | 離婚                           | 西浦正記   | 15.9%  |
| 最終話                                                     | 2001年6月28日 | 決意                           | 木村達昭   | 17.2%  |
| 平均視聴率 15.3%（視聴率は関東地区・ビデオリサーチ社調べ） |               |                                |            |        |

- 初回は22時 - 23時9分の15分拡大放送。

### 受賞
- 第29回ザテレビジョンドラマアカデミー賞[1]
  - 主演男優賞（長瀬智也）

### 関連商品（2001年版）
DVD
- ムコ殿 DVD-BOX（2001年10月11日発売、ユニバーサル ミュージック/ビクターエンタテインメント）
- ムコ殿 DVD Vol.1〜6（2001年10月11日発売、ユニバーサル ミュージック/ビクターエンタテインメント）

サウンドトラック
- ムコ殿 オリジナル・サウンドトラック（2001年6月6日発売、EMIミュージック・ジャパン）

書籍
- 桜庭裕一郎 写真集（2001年5月発売、角川書店）ISBN 978-4048533713

## ムコ殿2003
2003年4月17日から6月26日まで毎週木曜日22:00 - 22:54に、フジテレビ系「木曜劇場」枠で放送された。全11話。
2001年版と登場人物の設定やストーリーの繋がりは無い。第5話・第8話は生放送を交えて放送した。

### キャスト（2003年版）

#### 石原家
桜庭 裕一郎（さくらば ゆういちろう）〈25〉
演 - 長瀬智也（当時TOKIO）
天涯孤独の抱かれたい男No.1のシンガーソングライター兼俳優。南と結婚して石原家の婿養子になる。本名は石原（旧姓：鮫肌）裕一郎。
石原 南（いしはら みなみ）〈31〉
演 - 酒井法子
次女。公立図書館の司書。裕一郎と結婚。
石原 西絵（いしはら にしえ）〈29〉
演 - 篠原涼子
三女。大学病院の小児科医。
石原 北絵（いしはら きたえ）〈29〉
演 - 三浦理恵子
西絵と双子の四女。国際線キャビンアテンダント。
石原 あきら（いしはら あきら）〈17〉
演 - 末永遥
五女。有名私立高校3年生。
石原 東子（いしはら とうこ）〈40〉
演 - 岸本加世子
長女。暴力犯係の刑事。
石原 守（いしはら まもる）〈60〉
演 - 黒沢年雄
石原家の家長。開業医。石原産婦人科院長。

#### オフィス・トライアングル
小峰 卓郎（こみね たくろう）〈34〉
演 - つんく♂（シャ乱Q）
裕一郎が所属している芸能事務所オフィス・トライアングルの社長。
筋山 通子（すじやま みちこ）〈33〉
演 - 松下由樹
裕一郎の敏腕マネージャー。
河村 一（かわむら はじめ）〈25〉
演 - 与座嘉秋（当時ホーム・チーム）
裕一郎のドライバー。

#### その他関係者
相川 ヒカリ（あいかわ ヒカリ）〈21〉
演 - 星野真里
大手芸能プロダクション所属の若手女優。
遠藤 弘一（えんどう こういち）〈40〉
演 - 平賀雅臣
ヒカリのマネージャー。
山本 修（やまもと おさむ）〈40〉
演 - おかやまはじめ
東子の同僚刑事。
寺田 悟（てらだ さとる）〈25〉
演 - 鈴木リョウジ
西絵が勤める大学病院の看護師。
川瀬 里美（かわせ さとみ）〈23〉
演 - 小野真弓
北絵の後輩キャビンアテンダント。
相馬 龍二（そうま りゅうじ）
演 - 上地雄輔
フリーカメラマン。
大（まさる）
演 - 須賀健太
南と前夫との間にもうけた息子。
鮫肌 芙美子（さめはだ ふみこ）〈50〉
演 - 風吹ジュン
裕一郎の母。

#### ゲスト
第1話
- テツandトモ（本人役）

第2話
- 櫛野 透（広告代理店勤務） - 高橋克典
- ガチャピン、ムック

第3話
- 与謝野 孝（元警察官の警備員） - 五木ひろし
- 辻希美、加護亜依（本人役）

第4話
- 高岡 美幸（西絵の担当患者） - 碇由貴子
- 美幸の母 - 長野里美

第5話
- 久本雅美、中島知子、飯島愛（本人役・第8話にも出演）

第6話
- KinKi Kids（本人役）

第7話
- 笹川 慶介（バラエティー番組のディレクター） - 赤坂晃

第8話
- 真田 武史（東子の実の父） - 清水紘治
- 松尾貴史（本人役）
- 明石家さんま、村上ショージ（本人役）

### スタッフ（2003年版）
- 脚本：都築浩
- 演出：西浦正記、久保田哲史
- 音楽：沢田完、久保田光太郎
- プロデュース：栗原美和子
- 生放送（第5話・第8話の劇中内生放送番組）
  - 構成：鈴木おさむ
  - プロデュース：石井浩二
  - 演出：金子傑
- 制作：フジテレビドラマ制作センター
- 制作著作：フジテレビ

### 主題歌・劇中歌（2003年版）
- 主題歌：elliott「木曜日の糸」（ポニーキャニオン）
- 劇中歌：桜庭裕一郎「お前やないと あかんねん」（ユニバーサルJ）

### 放送日程（2003年版）
| 各話                                                       | 放送日        | サブタイトル                       | 演出              | 視聴率 |
| ---------------------------------------------------------- | ------------- | ---------------------------------- | ----------------- | ------ |
| 第1話                                                      | 2003年4月17日 | 感動の復活!! 大スター涙の記者会見  | 西浦正記          | 15.0%  |
| 第2話                                                      | 2003年4月24日 | マネージャーの恋                   | 西浦正記          | 14.0%  |
| 第3話                                                      | 2003年5月01日 | 38回目の大失恋                     | 久保田哲史        | 11.7%  |
| 第4話                                                      | 2003年5月08日 | 生きてくれ…涙の弾き語り            | 久保田哲史        | 13.6%  |
| 第5話                                                      | 2003年5月15日 | 緊急生放送                         | 西浦正記 金子傑   | 15.5%  |
| 第6話                                                      | 2003年5月22日 | 熱愛報道! スターの妻の涙           | 久保田哲史        | 12.1%  |
| 第7話                                                      | 2003年5月29日 | 妊娠…スターの胸で号泣              | 西浦正記          | 12.3%  |
| 第8話                                                      | 2003年6月05日 | 生放送泣き芝居SP超大物ゲスト登場!  | 久保田哲史 金子傑 | 12.2%  |
| 第9話                                                      | 2003年6月12日 | 妻の息子と対面! 蘇った母との思い出 | 西浦正記          | 11.1%  |
| 第10話                                                     | 2003年6月19日 | 罠…スター崩壊!!                    | 久保田哲史        | 10.4%  |
| 最終話                                                     | 2003年6月26日 | 緊急特番!スターの告白              | 西浦正記          | 10.2%  |
| 平均視聴率 12.6%（視聴率は関東地区・ビデオリサーチ社調べ） |               |                                    |                   |        |

- 初回は22時 - 23時9分の15分拡大放送。

### 関連商品（2003年版）
DVD
- ムコ殿2003 DVD-BOX（2003年10月24日発売、ユニバーサル ミュージック/ビクターエンタテインメント）
- ムコ殿2003 DVD Vol.1〜4（2003年10月24日発売、ユニバーサル ミュージック/ビクターエンタテインメント）

サウンドトラック
- ムコ殿2003 オリジナル・サウンドトラック（2003年5月21日発売、ポニーキャニオン）